# 5619 Shair
Az 5619 Shair (ideiglenes jelöléssel 1990 HC1) a Naprendszer kisbolygóövében található aszteroida. Eleanor F. Helin fedezte fel 1990. április 26-án.